# Blatná Polianka
Blatná Polianka (bis 1948 slowakisch Blatná Poľanka – bis 1927 auch „Poľanka“; ungarisch Sárosmező – bis 1907 sowie 1939–1945 Sárospolyánka) ist eine Gemeinde im äußersten Osten der Slowakei mit 172 Einwohnern (Stand 31. Dezember 2024), die zum Okres Sobrance, einem Kreis des Košický kraj, gehört.

## Geographie
Die Gemeinde befindet sich im Osten des Ostslowakischen Tieflands, am kleinen Fluss Okna im Einzugsgebiet des Uh über den Nebenfluss Čierna voda. Die westlichen Teile des Gemeindegebiets reichen bis zum Rand der ornithologisch bedeutenden Teiche von Senné (slowakisch Senianske rybníky). Das Ortszentrum liegt auf einer Höhe von 105 m n.m. und ist 11,5 Kilometer von Sobrance entfernt.
Nachbargemeinden sind Blatné Remety im Nordwesten und Norden, Ostrov und Porostov im Nordosten, Svätuš im Osten und Südosten, Bežovce im Süden, Senné im Südwesten und Iňačovce im Südwesten und Westen.

## Geschichte

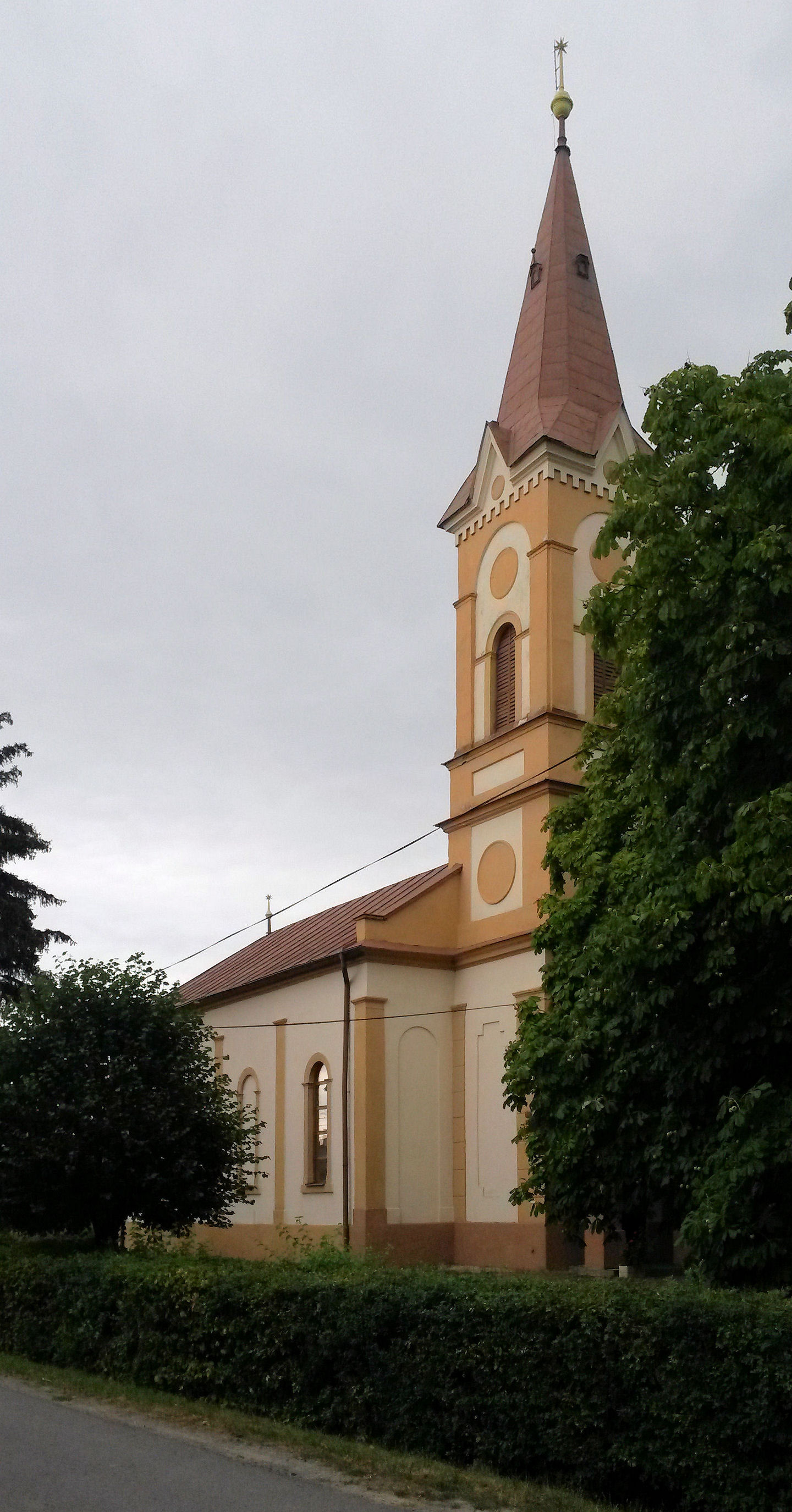
Reformierte Kirche im Ort

Auf dem Gemeindegebiet gab es einen Fund von Bronzegegenständen aus der jüngeren Bronzezeit sowie eine slawische Siedlung aus der Zeit des Mährerreichs.
Blatná Polianka wurde zum ersten Mal 1417 als Polyanka schriftlich erwähnt, weitere historische Bezeichnungen sind unter anderen Polanka (1427) und Polyanka (1786). Das Dorf war Teil der Herrschaft von Pavlovce, im 19. Jahrhundert besaßen Familien wie Hadik-Barkóczy und Tomcsányi die Ortsgüter. 
1715 gab es sieben Untertanen-Haushalte, 1828 zählte man 36 Häuser und 463 Einwohner, die als Fischer und Landwirte tätig waren, dazu erstreckten sich große Weiden um den Ort herum.
Bis 1918/1919 gehörte der im Komitat Ung liegende Ort zum Königreich Ungarn und kam danach zur Tschechoslowakei beziehungsweise heute Slowakei. In der Zeit der ersten tschechoslowakischen Republik waren die Einwohner auch als Viehzüchter und Ziegelbrenner beschäftigt. Als Folge des Slowakisch-Ungarischen Kriegs war der Ort von 1939 bis 1944 noch einmal Teil Ungarns. Nach dem Zweiten Weltkrieg wurde 1950 und später 1957 die örtliche Einheitliche landwirtschaftliche Genossenschaft (Abk. JRD) gegründet, ein Teil der Einwohner pendelte zur Arbeit in Industriebetriebe in Michalovce, Košice (dort insb. in den Ostslowakischen Stahlwerken), Prešov, Ostrava sowie im tschechischen Landesteil der Tschechoslowakei.

## Bevölkerung
| Jahr                | 1994 | 2004    | 2014    | 2024    |
| ------------------- | ---- | ------- | ------- | ------- |
| Anzahl der Personen | 190  | 173     | 167     | 172     |
| Unterschied         |      | −8,94 % | −3,46 % | +2,99 % |

| Jahr                | 2023 | 2024    |
| ------------------- | ---- | ------- |
| Anzahl der Personen | 177  | 172     |
| Unterschied         |      | −2,82 % |

Nach der Volkszählung 2011 wohnten in Blatná Polianka 169 Einwohner, alle davon Slowaken.
122 Einwohner bekannten sich zur reformierten Kirche, 16 Einwohner zur römisch-katholischen Kirche, 13 Einwohner zur griechisch-katholischen Kirche und zwei Einwohner zur orthodoxen Kirche. 11 Einwohner waren konfessionslos und bei fünf Einwohnern wurde die Konfession nicht ermittelt.

## Bauwerke
- reformierte Kirche

## Verkehr
Durch Blatná Polianka führt die Cesta III. triedy 3743 („Straße 3. Ordnung“) von Kristy heraus und weiter nach Veľké Revištia, Závadka (Anschluss an die Cesta I. triedy 19 („Straße 1. Ordnung“)) und Jovsa.